# Spitzenuniversität
Unter einer Spitzenuniversität versteht man eine Universität, die sich durch die herausragende Qualität ihrer Wissenschaftspflege auszeichnet. Spitzenuniversitäten bringen eine hohe Anzahl an Wissenschaftspreisträgern hervor, stehen für eine exzellente Lehrausbildung, sind finanziell gut ausgestattet, erscheinen auf den oberen Listenplätzen von Hochschulranglisten, werden in internationalen Fachzeitschriften zitiert und/oder arbeiten an innovativen Forschungserkenntnissen.

## Begriff
Der Ausdruck „Spitzenuniversität“ lässt sich in der deutschen Sprache seit etwa 1950 nachweisen. Im Englischen spricht man – beschreibend – eher von research universities („Forschungsuniversitäten“).

## Deutschland
Eine Besonderheit Deutschlands besteht darin, dass ein großer Teil der Spitzenforschung gar nicht an Universitäten, sondern an außeruniversitären Einrichtungen stattfindet. Als große außeruniversitäre Forschungsorganisationen sind neben der DFG hier insbesondere die Max-Planck-Gesellschaft, die Helmholtz-Gemeinschaft Deutscher Forschungszentren, die Fraunhofer-Gesellschaft und die Leibniz-Gemeinschaft zu nennen sowie an Einzeleinrichtungen u. a. das Forschungszentrum Jülich, das DESY und das Deutsche Krebsforschungszentrum (alles Mitglieder der Helmholtz-Gemeinschaft), das Potsdam-Institut für Klimafolgenforschung (Mitglied der Leibniz-Gemeinschaft) sowie die Ressortforschungseinrichtungen des Bundes Deutsches Zentrum für Luft- und Raumfahrt und das Robert Koch-Institut.
Viele dieser Einrichtungen sind allerdings mit Hochschulen durch Kooperationen verbunden und wirken – etwa durch die Zurverfügungstellung von Lehrpersonal, Mitarbeit an der Konzeption von Studiengängen und gemeinschaftlich betriebene Graduiertenkollegs – auch an der Hochschullehre mit.
Die am häufigsten kursierenden internationalen Ranglisten werden von britischen und US-amerikanischen Instituten erstellt. Sie bewerten aus der Perspektive des angelsächsischen Universitätssystems, wo Forschung und Lehre an den Universitäten konzentriert sind. Durch die starke Ausdifferenzierung des deutschen Lehr- und Forschungssystems werden deshalb in den als international wahrgenommenen Rankings die in Deutschland erbrachten akademischen Leistungen in Forschungseinrichtungen nicht den Universitäten zugeschrieben. Die deutschen Hochschulen können aufgrund der ungleichen Bewertungsbasis grundsätzlich keine sehr hohen Plätze in den Rankings einnehmen.

### Exzellenzuniversitäten
Seit 2019 werden elf Universitäten bzw. Universitätsverbünde in Deutschland im Rahmen der Exzellenzstrategie als „Exzellenzuniversitäten“ designiert:

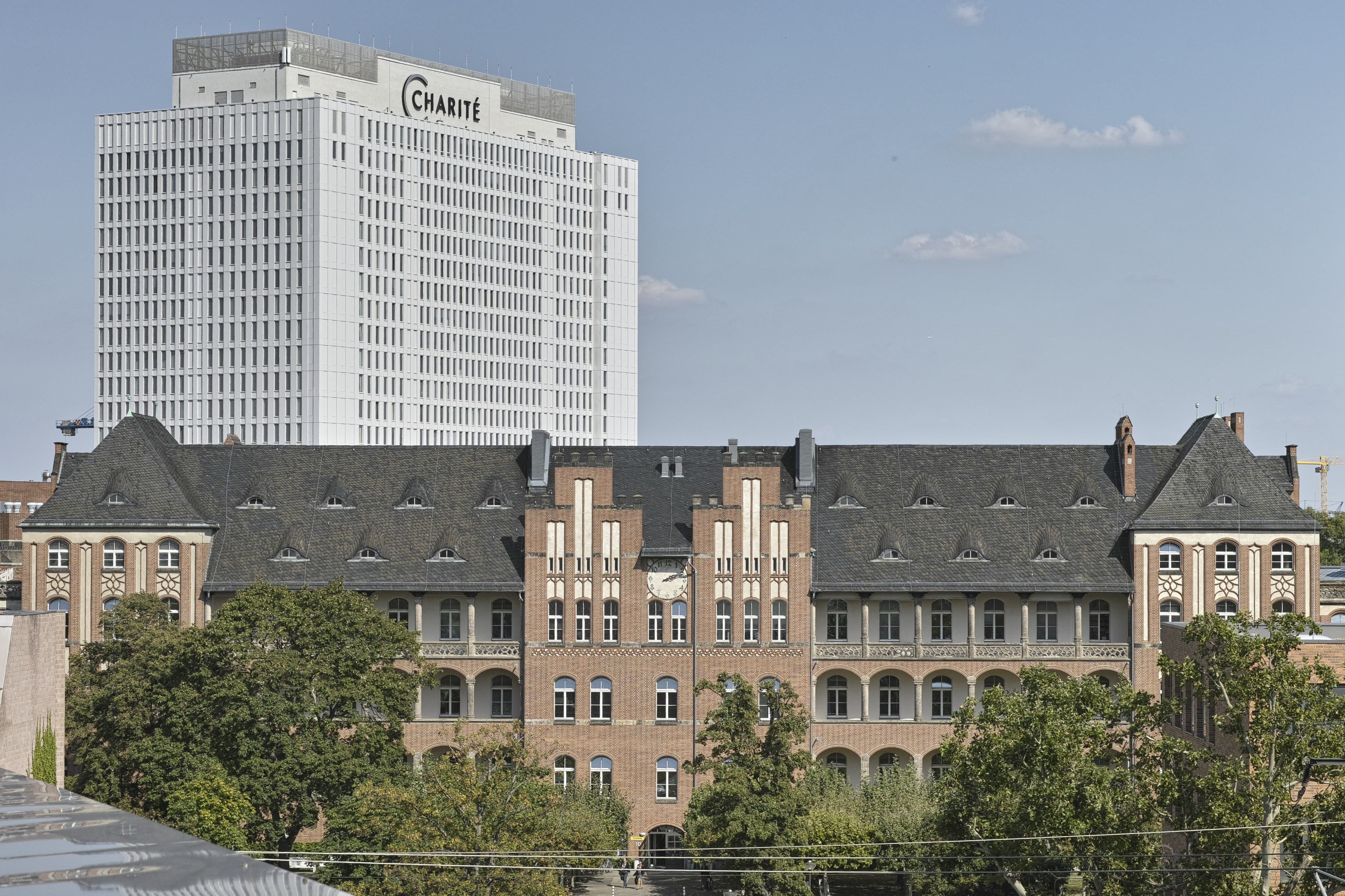
Campus der Charité – Universitätsmedizin Berlin

- Rheinisch-Westfälische Technische Hochschule Aachen
- Allianz aus Freier Universität Berlin, Humboldt-Universität zu Berlin, Technischer Universität Berlin und der Charité
- Rheinische Friedrich-Wilhelms-Universität Bonn
- Technische Universität Dresden
- Universität Hamburg
- Ruprecht-Karls-Universität Heidelberg
- Karlsruher Institut für Technologie
- Universität Konstanz
- Ludwig-Maximilians-Universität München
- Technische Universität München
- Eberhard Karls Universität Tübingen

### Führende Technische Universitäten
Der Verband TU9 German Universities of Technology e. V. (TU9) ist ein Zusammenschluss neun großer Technischer Universitäten in Deutschland und wurde 2006 gegründet. Sitz und Geschäftsstelle des Verbands befinden sich in Berlin.
| Name                                           | Land | Gründung | Studierende | Stand      |
| ---------------------------------------------- | ---- | -------- | ----------- | ---------- |
| RWTH Aachen                                    | NW   | 1870     | 45.628      | WS 2019/20 |
| Technische Universität Berlin                  | BE   | 1770     | 35.570      | WS 2019/20 |
| Technische Universität Braunschweig            | NI   | 1745     | 19.694      | WS 2019/20 |
| Technische Universität Darmstadt               | HE   | 1877     | 25.170      | WS 2019/20 |
| Technische Universität Dresden                 | SN   | 1828     | 31.966      | WS 2019/20 |
| Gottfried Wilhelm Leibniz Universität Hannover | NI   | 1831     | 30.197      | WS 2019/20 |
| Karlsruher Institut für Technologie            | BW   | 1825     | 24.381      | WS 2019/20 |
| Technische Universität München                 | BY   | 1868     | 42.705      | WS 2019/20 |
| Universität Stuttgart                          | BW   | 1829     | 25.540      | WS 2019/20 |

### Forschungsförderung durch den Bund
Die Deutsche Forschungsgemeinschaft fördert die Forschung in Sonderforschungsbereichen, Schwerpunktprogrammen und durch die finanzielle Unterstützung universitärer Graduiertenkollegs.
Als Beitrag zur Forschungsförderung ist auch die 2005 begonnene und mittlerweile durch die Exzellenzstrategie abgelöste Exzellenzinitiative des Bundesministeriums für Bildung und Forschung und der Deutschen Forschungsgemeinschaft zu verstehen. Universitäten, die im Rahmen dieses Programms in die Förderlinie Exzellenzuniversität aufgenommen werden, erhalten für einen bestimmten Zeitraum zusätzliche Fördermittel in dreistelliger Millionenhöhe. Ziel der Initiative ist die Ausweitung der Spitzenforschung und die Erhöhung des internationalen Prestiges des deutschen Universitätssystems als Ganzem.

### Forschungsförderung durch die Bundesländer
Auch die Bundesländer leisten Beiträge zur Förderung von Spitzenforschung. Nordrhein-Westfalen z. B. hat 2001 mit dem Aufbau von „NRW Graduate Schools“ begonnen. Diesen international ausgerichteten Graduate Schools werden Mittel zur Verfügung gestellt, um Spitzenforschung in bestimmten Bereichen anzubieten. Zusätzlich zu den NRW Graduate Schools werden Forschungsschulen eingerichtet, die weitere Schwerpunkte abdecken. Außerdem werden in Zusammenhang mit der EU gemeinsam Zentren wie z. B. das European Research Center for Information Systems gefördert. Außerdem existiert in Nordrhein-Westfalen ein Rückholprogramm für deutsche Spitzenforscher, die im Ausland arbeiten. Wer das Bewerbungsverfahren besteht, kann sich eine Universität in Nordrhein-Westfalen aussuchen, wo er künftig forschen will und bekommt finanzielle Anreize von bis zu 1,25 Millionen Euro.

## Österreich
Hinsichtlich der Zugangsbedingungen und Leistungen der 22 bundesstaatlichen Universitäten – einschließlich der vier medizinischen und sechs künstlerischen Universitäten – besteht in Österreich ein weitgehend egalitärer Anspruch („hohes Niveau für alle“). Seit Implementierung des Universitätsgesetzes 2002 ist der Bund im Rahmen der dreijährigen Leistungsvereinbarungen jedoch bestrebt, stärkere Spezialisierung und Profilierung zu erwirken.
Die Universität Wien ist die größte und älteste Hochschule des deutschen Sprachraums und die unangefochtene Nummer eins im Hochschulranking. Aufgrund der historisch bedingt stark zentralistischen politischen und demographischen Struktur des Landes ist die für Spitzenuniversitäten günstige „Clusterbildung“ vorrangig im Großraum Wien (acht öffentliche Universitäten und diverse außeruniversitäre Forschungseinrichtungen), gefolgt von Graz (vier öffentliche Universitäten), gegeben.
Im Vergleich zu Deutschland, wo die Max-Planck-Gesellschaft stark zu Buche schlägt, ist in Österreich der Anteil an Spitzenforschung außerhalb der Universitäten geringer. An außeruniversitären Einrichtungen im Bereich der Grundlagenforschung sind insbesondere das Institute of Science and Technology Austria (ISTA), das Forschungsinstitut für Molekulare Pathologie und die meist in Kooperation mit den Universitäten betriebenen Institute der Österreichischen Akademie der Wissenschaften zu nennen. Andere Einrichtungen, wie das Austrian Institute of Technology, Joanneum Research, die Ludwig Boltzmann Gesellschaft, das Österreichische Institut für Wirtschaftsforschung, das Institut für Höhere Studien und die Silicon Austria Labs, sind deutlich stärker dem Bereich der Angewandten Forschung zuzurechnen. Ein Grenzgänger ist das IIASA.

## Schweiz
Die Schweiz kennt das Prinzip der Spitzenuniversität nicht. Das Land zählt sieben Volluniversitäten und fünf spezialisierte universitäre Hochschulen. Die ETH Zürich und die ETH Lausanne sind sogenannte Eidgenössische Hochschulen, während die Universitäten Basel, Bern, Fribourg (Freiburg i. Ü.), Genf, Lausanne, Luzern, Neuenburg, St. Gallen, Zürich und die Università della Svizzera italiana in Lugano und Mendrisio kantonale Universitäten sind, welche vordergründig durch den Kanton und erst in zweiter Linie durch den Bund finanziert werden. Die ETH Zürich wird weltweit meist zu den 10 besten, die ETH Lausanne meist zu den 50 besten, und die Volluniversitäten Basel, Genf und Zürich jeweils zu den 100 besten Hochschulinstitutionen der Welt gerechnet. Das Besondere an den Schweizer Universitäten ist ihre Spezialisierung.
In der Schweiz gibt es einige sehr forschungsstarke Universitätskliniken (u. a. Centre hospitalier universitaire vaudois, Universitätsspital Basel, Universitätsspital Zürich, Inselspital, Hôpitaux universitaires de Genève). Zu den wichtigsten nicht-universitären Forschungseinrichtungen zählen das Paul Scherrer Institut, das Schweizer Institut für Bioinformatik und das Schweizerische Tropen- und Public-Health-Institut.

## Frankreich
Forschung und eine weitere akademische Karriere nach dem Master wird an den Grandes écoles respektive Grands établissements in der Regel nicht angeboten.
Zu den berühmtesten Beispielen französischer Elite-Hochschulen zählen gemeinhin etwa die École normale supérieure (ENS), die Sciences Po, die École des hautes études en sciences sociales (EHESS) oder die École polytechnique, welche meist in verschiedenen Städten Frankreichs Nebenableger haben, jedoch mit ihrem Hauptsitz in Paris (oder Umgebung) angesiedelt sind.
Eine tragende Rolle in der Forschung spielt das mit den Universitäten verflochtene CNRS-System.

## Vereinigtes Königreich
Großbritannien ist das Ursprungsland zwei der drei am häufigsten international rezipierten Hochschulrankings. Die QS World University Rankings und das THE World University Ranking werden als einflussreich wahrgenommen.
Traditionell galten und gelten vor allem die beiden ältesten und bekanntesten englischen Universitäten, die von Oxford und Cambridge, als führende britische Universitäten. Innerhalb Englands gilt außerdem das Imperial College London in der medizinischen und ingenieurswissenschaftlichen Ausbildung sowie die London School of Economics and Political Science im Bereich der Volkswirtschaftslehre als führend. In weltweiten Rankings konstituieren die UK-Universitäten die größte Gruppe nach den US-Universitäten.
Die führenden 24 forschungsintensiven Universitäten des Vereinigten Königreichs haben sich zur Russell-Gruppe zusammengeschlossen. Synonym werden die Mitglieder der Russell-Gruppe auch als die Elite-Universitäten Großbritanniens bezeichnet.
Eine engere Auswahl der sechs führenden britischen Universitäten wird als „Golden triangle“ zwischen Oxford, Cambridge und London bezeichnet:
- London School of Economics and Political Science
- Imperial College London
- Universität Oxford
- Universität Cambridge
- King’s College London
- University College London

Die Russell-Gruppe besteht aus folgenden Mitgliedern:
- Queen Mary University of London
- Queen’s University Belfast
- Universität Birmingham
- Universität Bristol
- Universität Cambridge
- Universität Cardiff
- Universität Edinburgh
- Universität Glasgow
- Universität Leeds
- Universität Liverpool
- Imperial College London
- King’s College London
- London School of Economics and Political Science
- University College London
- Universität Manchester
- Universität Newcastle
- Universität Nottingham
- Universität Oxford
- Universität Sheffield
- Universität Southampton
- Universität Warwick
- Universität Durham
- Universität Exeter
- Universität York

## Vereinigte Staaten
Die Hochschulen in den Vereinigten Staaten weisen hinsichtlich ihrer finanziellen Ausstattung erhebliche Unterschiede auf. So fördert der Bund vorzugsweise forschungsstarke Einrichtungen, und zwar private Schulen ebenso wie öffentliche. Die forschungsstarken Hochschulen ziehen auch Spendengeber stärker an. So haben die Hochschulen des Landes im Schuljahr 2017/2018 insgesamt 46,73 Mrd. US$ an Spenden eingenommen. Allein die 20 meistbeschenkten erhielten von diesem Betrag zusammen 28 %, und das, obwohl ihre Studentenschaft nur 1,6 % aller Studierenden der USA ausmacht. Hochschulen, die aus den Steuereinnahmen des Bundes oder von Spendern nur wenig oder gar kein Geld erhalten, müssen einen umso größeren Anteil ihrer Ausgaben aus Steuermitteln des jeweiligen Bundesstaates bestreiten.

### Hochschulranking
Ihre Reputation, die sich einschlägig in den Hochschulrankings ausdrückt, erwerben Spitzenschulen primär durch die Qualität ihrer Wissenschaftspflege. In den QS World University Rankings für das Jahr 2020 erscheinen unter den besten zehn gleich fünf Universitäten in den USA: 1. Massachusetts Institute of Technology (MIT), 2. Stanford University, 3. Harvard University, 5. Caltech und 10. University of Chicago. Traditionell gelten auch die acht Hochschulen der Ivy League sowie die 30 Schulen der „Public Ivy“ als Spitzenschulen.
Noch mehr als am Ranking der Hochschule orientieren Studierwillige sich heute am Ranking des jeweiligen Studienganges. So bewerben z. B. ehrgeizige High-School-Absolventen mit Studienwunsch Architektur sich kaum am MIT, in Stanford oder Harvard, sondern eher in Cornell, Rice oder Cal Poly, wo in diesem speziellen Fach tatsächlich die am höchsten angesehene Ausbildung angeboten wird.
|                                                                              |                                                                              | MIT privat  | Stanford privat | Harvard privat | Columbia privat | UCLA öffentlich | Stand, Quellen |
| ---------------------------------------------------------------------------- | ---------------------------------------------------------------------------- | ----------- | --------------- | -------------- | --------------- | --------------- | -------------- |
| QS World University Ranking                                                  | QS World University Ranking                                                  | #1          | #2              | #3             | #16             | #32             | 2018/2019      |
| Zahl der Studierenden                                                        | Bachelor                                                                     | 4602        | 7083            | 6699           | 8931            | 31.543          | 2018/2019      |
| Zahl der Studierenden                                                        | Master, Professional, Doktorat                                               | 6972        | 9437            | 13.120         | 24.101          | 12.828          | 2018/2019      |
| Zahl der Studierenden                                                        | insgesamt                                                                    | 11.574      | 16.520          | 19.819         | 33.032          | 44.371          | 2018/2019      |
| Durchschnittliches Einkommen der Absolventen im Alter von 34 Jahren (in US$) | Durchschnittliches Einkommen der Absolventen im Alter von 34 Jahren (in US$) | 98.500      | 84.800          | 81.500         | 75.300          | 65.800          | 2019           |
| Finanzielle Situation der Hochschule (in US$)                                | Forschungsförderung aus Bundesmitteln                                        | 487.434.000 | 710.698.000     | 573.157.000    | 647.840.000     | 487.846.000     | 2017           |
| Finanzielle Situation der Hochschule (in US$)                                | Spendeneinnahmen                                                             | 469.932.565 | 1.097.060.553   | 1.418.702.174  | 1.009.762.418   | 786.650.878     | 2018           |
| Finanzielle Situation der Hochschule (in US$)                                | Vermögen (Endowment)                                                         | 16,4 Mrd.   | 27,7 Mrd.       | 40,9 Mrd.      | 10,95 Mrd.      | 4,34 Mrd.       | 2018/2019      |

## Kanada
Auch in Kanada bestehen unter den Spitzenhochschulen sowohl öffentliche als auch private. Im QS World University Ranking ist die McGill University die beste Hochschule des Landes.
Das kanadische tertiäre Bildungssystem gleicht im Wesentlichen dem US-amerikanischen. In Kanada unterliegen im Gegensatz zu den USA praktisch alle kanadischen Universitäten einem einheitlichen staatlichen Qualitätskontrollsystem und die meisten davon sind Mitglied in der Association of Universities and Colleges of Canada (AUCC), weshalb der Standard der kanadischen Universitäten als gleichmäßiger gilt als jener in den USA.

## Ländervergleich
| Universität                      | Land                   | QS World University Ranking 2020 | Zahl der Studierenden | Jährliche Ausgaben in Mrd. US$ | Quellen       |
| -------------------------------- | ---------------------- | -------------------------------- | --------------------- | ------------------------------ | ------------- |
| MIT                              | Vereinigte Staaten     | #1                               | 11.574                | 3,6                            | [ 41 ]        |
| University of Oxford             | Vereinigtes Königreich | #4                               | 23.975                | 1,8                            | [ 42 ] [ 43 ] |
| ETH Zürich                       | Schweiz                | #6                               | 20.607                | 1,8                            | [ 44 ] [ 45 ] |
| National University of Singapore | Singapur               | #11                              | 35.908                | 1,9                            | [ 46 ]        |
| Tsinghua-Universität             | Volksrepublik China    | #16                              | 36.300                | 3,6                            | [ 47 ]        |
| Universität Tokio                | Japan                  | #22                              | 28.253                | 2,4                            | [ 48 ]        |
| Universität Hongkong             | Hongkong               | #25                              | 29.099                | 1,2                            | [ 49 ] [ 50 ] |
| Australian National University   | Australien             | #29                              | 20.892                |                                | [ 51 ]        |
| University of Toronto            | Kanada                 | #29                              | 61.339                | 2,0                            | [ 52 ] [ 53 ] |
| Seoul National University        | Südkorea               | #37                              | 27.784                | 0,7                            | [ 54 ] [ 55 ] |
| Technische Universität Delft     | Niederlande            | #50                              | 21.223                | 0,7                            | [ 56 ]        |
| Université PSL                   | Frankreich             | #53                              | 17.000                |                                |               |
| TU München                       | Deutschland            | #55                              | 42.000                | 1,7                            | [ 57 ] [ 58 ] |